# Єгорове
Єго́рове (крим. Yeğorove, до 1948 року — населений пункт радгоспу «Сакко та Ванцетті») — селище в Україні, в Керченському районі Автономної Республіки Крим.
Відстань від райцентру становить 3 кілометрів по прямій.
Назване на честь Героя Радянського Союзу сержанта В. М. Єгорова.

## Історія
Вперше зустрічається в путівнику «Крим» Б. Баранова 1935 року, з якого випливає, що колгосп «Сакко і Ванцетті» був організований іммігрантами з Італії на рубежі 1930-років для постачання в Керч овочів.
28-29 січня і 8-10 лютого 1942 року за розпорядженням НКВС місцеві італійці, близько 700 осіб, були вислані в Казахстан (Атбасарський район). На збори давалося дві години, з собою дозволялося взяти не більше 16 кг на особу.
18 травня 1948 року указом Президії Верховної Ради РРФСР населений пункт колгоспу «Сакко та Ванцетті» перейменували на Єгорове.